# バイシクル・キック

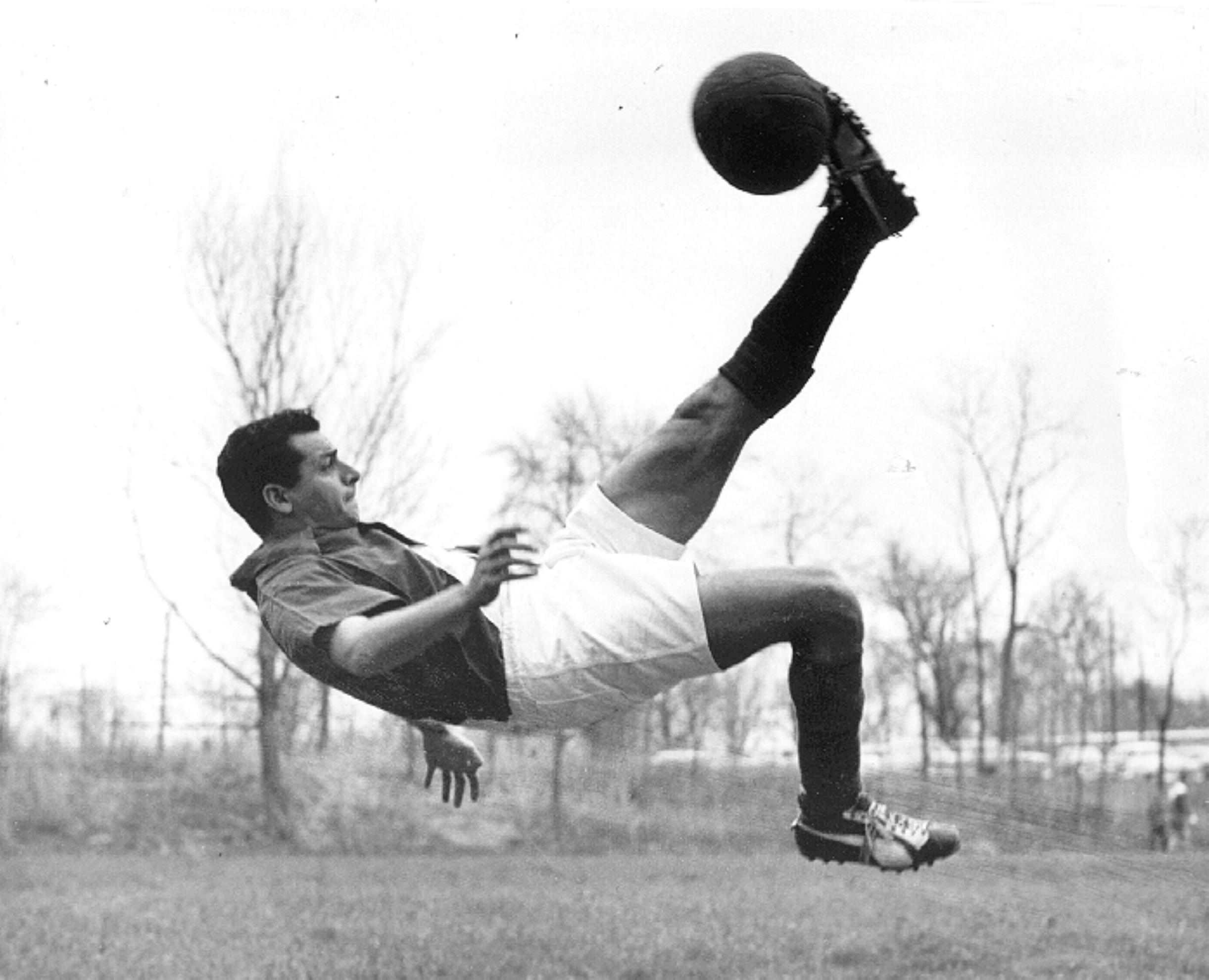
バイシクル・キックを試みる選手

バイシクル・キック（bicycle kick）またはオーバーヘッド・キック（overhead kick）、シザーズ・キック（scissors kick）は、サッカーにおけるキックの一つである。地面に背を向けた状態で空中にあるボールを頭より高い位置（＝overhead）でキックするもので、足の動作が自転車（＝bicycle）のペダルをこぐ様子や鋏（＝scissors）を動かす様子ににていることから、これらの名前が付いた。見た目の派手さからサッカーにおける最もエキサイティングなプレーのひとつであるとされる。
攻撃側が得点を奪いに行くときのほか、防御側がボールをクリアするために行う場合がある。いずれにせよ高度な技術が求められるため、成功例の大半はトップクラスのプロサッカー選手に限られる。
バイシクル・キックは19世紀後半の南米ペルーで生み出されたと考えられており、それがヨーロッパへ逆輸入され世界へと広まっていった。
バイシクル・キックはサッカーにおける象徴的なスキルに見なされており、彫刻、映画、文学など芸術の分野においても取り入れられている。

## 名前
前述の通り、英語圏では主にバイシクル・キック、オーバーヘッド・キック、シザーズ・キックの3種類が用いられる。シザーズ・キックをバイシクル・キックとは区別する場合もあるが、ほとんどの場合同一視されている。
英語圏以外の表記では、フランス語のciseaux retourné (戻りの鋏)、ポルトガル語のpontapé de bicicleta（自転車キック）など他の動作にたとえたものや、ドイツ語のFallrückzieher (落下後方キック)、ポーランド語のprzewrotka (転倒キック)、イタリア語のrovesciata (逆転キック)など動作をストレートに表現したものがある。また変わったところではノルウェー語のbrassespark（ブラジル人キック）といったものもある。バイシクル・キックの由来を巡ってはペルーとチリの間で長年論争になっており、ペルー人がchalaca(カヤオっ子)と呼んでるのに対し、チリ人はchilenita(チリ人)と呼んでいる。いずれにせよ、スペイン語圏では一般的に鋏の動きにたとえたtijeraやtijeretaといった単語で表現される場合が多い。

## 方法

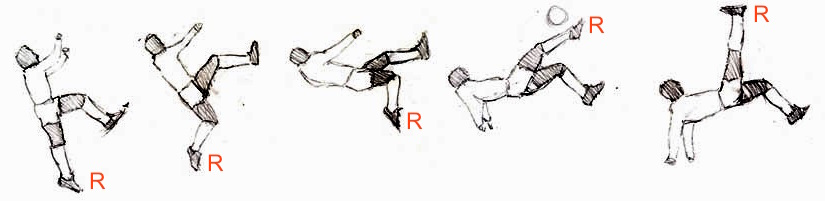
バイシクル・キックの体勢を段階的に表したもの。R＝右足

バイシクル・キックを成功させるには、高い運動能力と技術が求められる。実行するためには十分な体勢をとる必要があり、また確実に足をボールにミートさせるために高い集中力が求められる。難易度が高いシュートであるため、成功すれば観客やメディアから一身に注目を浴びる。ブラジルの伝説的選手であるペレはそのキャリアにおいて1,283ゴールをあげたが、そのうちバイシクル・キックによるものは数えるほどしかない。
バイシクル・キックをするためにはまずボールが宙に浮いていなければならず、よって味方にクロスを送って貰うか自分で浮かせる必要がある。キックをする足とは逆の足がまず上げ、その推進力で身体を持ち上げキックに入る。身体が地面に対し水平になるのを見計らい、頂点に達したら逆足を下げその反動でキックをする。実行者はインパクトの瞬間までボールに集中しなければならない。腕は空中でバランスをとるためと、落下時に衝撃を和らげるために使う。
試合中、バイシクル・キックが行われる場面は多くの場合二通りあり、一つは防御側がボールのクリアを試みる場合でもう一つは攻撃側がゴールを奪いにいく場面である。フィールド中盤で使う場合もあるが、わざわざバイシクル・キックを使う必要がある場面がほぼ無いため滅多に見られない。
攻撃側がバイシクル・キックを成功させるためには実行者のほか、クロスを送る側にも高い精度が求められる。また自分の近くにいる他の選手を巻き込まないよう注意する必要があり、ある程度広いスペースで実行することが望ましい。実行者にとって最も危険な場面は落下時で、うまく着地しないと頭や背中、手首をフィールドに打ち付け負傷する可能性がある。腕をサポートに使って背中から着地することが望ましい。

## 歴史

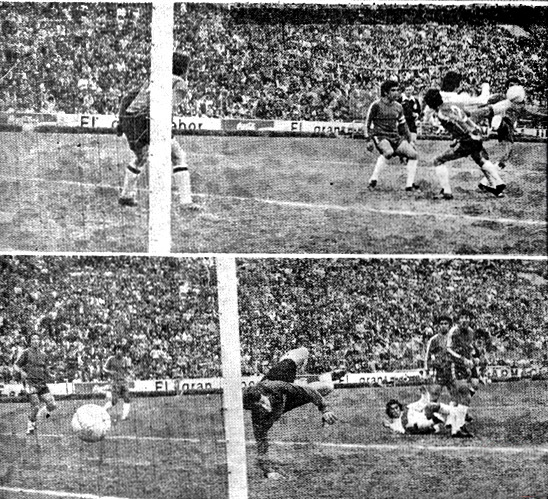
コパ・アメリカ1975・チリ戦でバイシクルからゴールを奪うペルー代表のフアン・カルロス・オブリタス

バイシクル・キックを何時・何処で・誰が創りだしたのか、いくつかの伝承が残っている。一般的によくいわれているのはペルー、チリを起源とする話である
19世紀、南米の各国はヨーロッパと活発な貿易を行っており、例えばブラジルはコーヒー、アルゼンチンは食肉、ペルーはグアノを輸出していた。この関係で南米に移住するヨーロッパ人も多くおり、そのなかのイギリス人移民が南米にサッカーを伝えた。
イギリスで生まれたサッカーはヨーロッパに浸透していったが、そのスタイルは各国において余り大きな差がなかった。南米に伝えられたサッカーはイギリスのスピーディーなスタイルをそのまま模倣するのではなく、個々の技術を中心としたゆったりとしたスタイルに変容した。南米ではドリブルやフリーキックなど個人技が重視され、その中でバイシクル・キックが生み出された。
バイシクル・キックは太平洋に面したペルーの港町で最初に考案された。イギリスから来た船舶が港に停泊している間、船員たちが地元の人々とサッカーをした。そのルールの単純明快さからサッカーは地元の人々に受け入れられていった。ペルーの主要貿易港であったカヤオでは労働者階級のスポーツとしてサッカーが広く親しまれており、19世紀後半にイギリスの船員と地元労働者たちとの間で行われた試合では、バイシクル・キックはtiro de chalaca (カヤオのシュート) と呼ばれていた。チリの重要貿易港であるタルカワノでもカヤオと同様にサッカーが盛んに行われていた。1910年代、ラモン・ウンサガというスペイン・バスク地方出身の選手がバイシクル・キックの名手として知られており、そのキックはタルカワノの人々によってchoreraと呼ばれていた。
1910年代から1920年代の南米西海岸地域において、チリのサッカー選手によってバイシクル・キックが広められていった。1916年に第一回コパ・アメリカが開催されたが、この大会でチリ代表のラモン・ウンサガとフランシスコ・サンチェス・ガティカがバイシクル・キックを披露し話題をさらった。1927年、CSDコロコロのスペインツアーでチリ人フォワードのダビド・アレジャーノがバイシクル・キックを含む危険なアクロバット技を披露したが、彼は技の失敗が原因で負傷、死亡した。これらの出来事から、スペインやアルゼンチンではバイシクル・キックをchilena（チリ人）と呼ぶようになった。
20世紀後半になると、ペレがバイシクル・キックの名手として注目されるようになった。いともたやすくバイシクル・キックを成功させるペレに人々は注目し、またペレ自身もそのことによって自信を高めたとされる。ペレ以降の選手ではアルゼンチンのディエゴ・マラドーナやメキシコのウーゴ・サンチェスらが名手とされる。コパ・アメリカ1975決勝でペルー代表のフアン・カルロス・オブリタスがチリ代表相手にバイシクル・キックでゴールを奪った。
20世紀後半における最も印象的なバイシクル・キックのひとつに、1982 FIFAワールドカップ準決勝・西ドイツ対フランス戦で西ドイツ代表のクラウス・フィッシャーの行ったものがある。フィッシャーのゴールで追いついた西ドイツ代表は、この後PK戦の末に決勝進出を果たした。フィッシャーのゴールはワールドカップ史上最も美しいゴールの一つに数えられている。1986 FIFAワールドカップではメキシコ代表のマヌエル・ネグレテ・アリアスが決勝トーナメント一回戦のブルガリア戦でバイシクル・キックからゴールを奪った。
21世紀に入っても、バイシクル・キックは依然として難易度の高い、そして注目を集めるプレーである。2001年、リーガ・エスパニョーラでレアル・マドリードのグティがビジャレアル戦で決めたバイシクル・キックでのゴールはガーディアン誌上で最も美しいバイシクル・キック6選のひとつに選ばれた。2002 FIFAワールドカップでマルク・ヴィルモッツが日本戦でバイシクル・キックを決め、日本代表のサポーターを騒然とさせた。近年では2012年にズラタン・イブラヒモヴィッチが親善試合で成功させたものやウェイン・ルーニーが2011年のマンチェスター・ダービーで見せたものが有名で、イブラヒモビッチはこのゴールで2013年にFIFAプスカシュ賞を受賞、ルーニーのものはプレミアリーグ史上最も美しいゴールに選出された。

## サッカーの象徴
バイシクル・キックはその高い難易度と見た目の華麗さから、サッカーを象徴するプレーの一つとされている。1994 FIFAワールドカップ・コロンビア戦でアメリカ代表のマルセロ・バルボアがみせたバイシクル・キックは、アメリカでのサッカー人気の上昇に一役買った。元マンチェスター・シティFCのポール・レイク曰く、デニース・タアートのバイシクル・キックをまねしようとして多くのファンが負傷した。イタリア代表のマリオ・バロテッリはユース時代にロナウジーニョ、ジネディーヌ・ジダンにあこがれ、バイシクル・キックの練習ばかりをしていたという。
バイシクル・キックはサッカー文化において重要な地位にある。漫画『キャプテン翼』の主人公大空翼の得意技とされ、1981年公開の映画「勝利への脱出」ではバイシクル・キックが劇中における見せ場の一つになっている。2013年9月のGoogle Doodleはレオニダス・ダ・シルバ生誕100周年を祝うものたが、キャラクターが彼の代名詞であるバイシクル・キックをするという内容だった。サッカーゲームのFIFAシリーズでは2014年のCMにリオネル・メッシが起用され、バイシクル・キックを披露している。
2014年、バイシクル・キック発祥の候補地であるタルカワノにバイシクル・キックをするラモン・ウンサガの銅像が建てられた。